# Държавно устройство на Замбия
Замбия е президентска република.

## Законодателна власт
Законодателен орган е еднокамарен парламент, състоящ се от 158 народни представители, 150 са избирани мажоритарно по окръзи, а 8 се избират с указ на президента, за срок от 5 години.